# The Day before Sunrise
The Day before Sunrise (em Portugal: O dia antes do Amanhecer é um romance de espionagem escrito por Thomas Wiseman, em 1976.

## Enredo
1945. Últimos dias da II Guerra Mundial. O fascismo nazi agoniza. Elliott, um jovem americano inexperiente e sensível, símbolo do anti-herói, é encarregado por Allen Dulles (o futuro cérebro da CIA) de acompanhar até Berlim o Investigador Especial do Reich, Schöller, que viera propor aos americanos a entrega dos arquivos “especiais” do Reich, em troca de imunidade perante a Comissão de Crimes de Guerra.
Na cidade em chamas, sob os bombardeamentos constantes, Elliott encontra e perde o grande amor da sua vida.
Toda a história - em que tomam parte figuras como Himmler, o Chefe da Gestapo Müller, o General Kaltenbrunner, o Almirante Canaris, etc. - gira, porém, em redor da personalidade de Schöller, um “demónio” simpático, astuto como uma raposa, cuja actuação ora nos repele, ora nos atrai, mas que acabamos por admirar.
Terminada a missão, Elliott recebe ordem para matar o Investigador Especial do Reich. Contudo, embora se lhe deparem variadíssimas oportunidades, nunca chega a executar a ordem recebida. Misteriosamente, ligados, os dois homens - o assassino do Reich, e o americano inseguro (cuja experiência se vai forjando em contacto com a realidade) - iniciam uma fuga desesperada e cheia de incidentes, através da Alemanha devastada, sob as bombas russas e americanas.

## Composição
O romance de espionagem é composto por 41 capítulos, mais epílogo. Este faz um resumo do futuro de cada personagem. O livro, no total de 375 páginas, foi distrbuído em Portugal pela Editora Ática, em 1976.
O romance é narrado num estilo cinematográfico, vivo e directo, e cada capítulo prende os leitores irresistivelmente ao capítulo seguinte. É um livro que se lê de um fôlego, e voltada a última página, os seus personagens ficam, indelevelmente gravados na memória dos leitores.